# Ruthalicia eglandulosa
Ruthalicia eglandulosa är en gurkväxtart som först beskrevs av Joseph Dalton Hooker, och fick sitt nu gällande namn av Charles Jeffrey. Ruthalicia eglandulosa ingår i släktet Ruthalicia och familjen gurkväxter. Inga underarter finns listade i Catalogue of Life.